# منمن
منمن (به ترکی استانبولی: Menemen) یک منطقهٔ مسکونی در ترکیه است که در استان ازمیر واقع شده‌است. منمن ۱۵۶٬۹۷۴ نفر جمعیت دارد و ۲۰ متر بالاتر از سطح دریا واقع شده‌است.

## خواهرخوانده
شهر منمنی خواهرخواندهٔ منمن هست.